# جون كوسمينا
جون كوسمينا (17 أغسطس 1956 بأديلايد في أستراليا - ) هو مدرب كرة قدم ولاعب كرة قدم بولندي وأسترالي في مركز الهجوم، شارك في الألعاب الأولمبية الصيفية 1988. وشارك مع منتخب أستراليا لكرة القدم. أما مع النوادي، فقد لعب مع سيدني تايغرز وكرويدون كينغز ونادي أديلايد سيتي لكرة القدم ونادي أرسنال ونادي سيدني أوليمبيك ووست أديلايد ‏ وهاكواه سيدني سيتي إيست ‏ وSutherland Sharks FC ‏.

## وصلات خارجية
- جون كوسمينا على موقع الاتحاد الدولي (مؤرشف)  (الإنجليزية)
- جون كوسمينا على موقع قاعدة بيانات كرة القدم.إي يو (الإنجليزية)
- جون كوسمينا على موقع ناشيونال فوتبول تيمز (الإنجليزية)
- جون كوسمينا على موقع Soccerway.com (الإنجليزية)
- جون كوسمينا على موقع أوليمبيديا (الإنجليزية)
- جون كوسمينا على موقع اللجنة الأولمبية الأسترالية (الإنجليزية)